# Бојан Зулфикарпашић
Бојан Зулфикарпашић (Београд, 2. фебруар 1968) познатији као Бојан З је француско-српски џез пијаниста.

## Биографија
Почео је да свира клавир са пет година. Као тинејџер свирао је у разним бендовима београдске џез сцене, где је 1989. године добио награду за најбољег младог џез музичара Југославије.
У Француској живи од 1988. године, где му је 2002-е уручен орден Chevalier de l'Ordre des Arts et des Lettres. Добитник је награде „European Jazz Prize” за 2005. годину — за најбољег европског џез музичара, као и многих других признања у Француској, и у Европи.
Последњих година се успешно бави и продуцентским послом, нарочито на албумима Мишела Портала Baïlador и Амире Медуњанин Amulette.

## Дискографија
- (1993)
- (1995)
- (1999)
- (2001)
- (2003)
- (2006)
- (2009)
- (2012)
- (2015)
- (2015)